# Las Plassas
Las Plassas là một đô thị ở tỉnh Sud Sardegna trong vùng Sardegna của Ý, cách khoảng 50 km về phía bắc của Cagliari và khoảng 15 km về phía đông bắc của Sanluri. Tại thời điểm ngày 31 tháng 12 năm 2004, đô thị này có dân số 275 người và diện tích là 11,2 km².
Las Plassas giáp các đô thị: Barumini, Pauli Arbarei, Tuili, Villamar, Villanovafranca.